# 何塞·费利克斯·乌里武鲁
何塞·费利克斯·贝尼托·乌里武鲁-乌里武鲁（西班牙語：José Félix Benito Uriburu y Uriburu；1868年7月20日—1932年4月29日），阿根廷軍人和政治人物，事实上的（de facto）阿根廷总统（1930—1932年）。其在1930年發動政變奪權，自此開啟了阿根廷近代軍事政變頻繁的序幕。
烏里武魯總統是前總統何塞·埃瓦里斯托·乌里武鲁的姪子，生于土地貴族家庭。軍國主義的狂熱崇拜者，1930年9月他領導了推翻伊波利托·伊里戈延總統領導的長達14年的自由主義激進公民聯盟政權的軍事政變，建立军事独裁政权，使舊日擁有土地的寡頭集團重新獲得1916年革命後失去的政權。任期内他实施多项改革，包括削减政府雇员的工资超过了10%。
在1932年年初烏里武魯得病后，他经历了短暂的复苏，1932年2月20日在法国巴黎病逝。
| 前任： 伊波利托·伊里戈延 | 阿根廷总统 1930年—1932年 | 繼任： 阿古斯丁·佩德罗·胡斯托 |